# Église Saint-Thomas de Memramcook
L'église Saint-Thomas (anglais : St Thomas' Church) est le siège de la paroisse Saint-Joseph de Memramcook, la plus ancienne paroisse catholique du Nouveau-Brunswick.

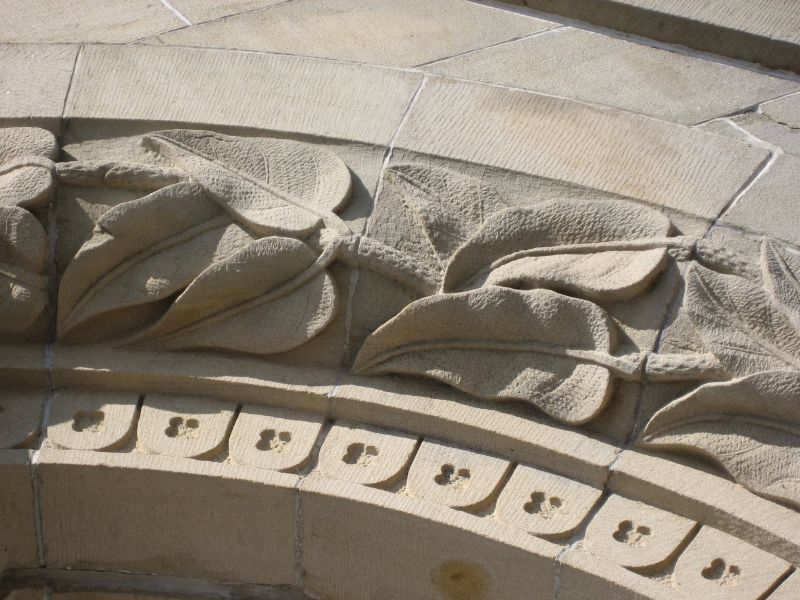

## Histoire
La paroisse Saint-Thomas fut fondée en 1781, en faisant la plus ancienne du Nouveau-Brunswick encore existante. Thomas-François Le Roux devint le premier prêtre résident en 1782 et il fit construite une église à La Montain. Une église de bois fut construite plus tard à Saint-Joseph. En 1840, l'église était devenue trop petite et l'abbé Ferdinand Gauvreau demanda de construire une église de pierre plus grande pour la remplacer. L'architecte fut Louis Audet et les constructeurs furent Jean Gaudet, Laurent Comeau, John Teed et
Ephrem LeBlanc. La structure et les statues sont faites de pierres extraites de la région, particulièrement de Beaumont, de Boudreau-Village et du Village-du-Bois. La construction dura jusqu'en 1855, ou le curé François-Xavier Lafrance s'occupa de la décoration intérieure. Il procéda à l'inauguration de l'église le 15 août 1856, jour de l'Assomption, devant une foule de plusieurs milliers de personnes. En 1879, le curé Camille Lefebvre fit remplacer le clocher de bois par une tour en pierre. L'église fut rénovée en 1934 sous la direction des pères Dismas LeBlanc et Eugène Daoust. L'église est un site historique municipal depuis le 24 avril 2006.

## Architecture et ornements
Le clocher comprend deux sculptures de visage à mi-hauteur. Il est surmonté d'une flèche encadrée de quatre clochetons. La flèche est terminée par une croix en fer. La façade compte quatre autres flèches, deux de chaque côté du clocher.
Il y a des têtes de dragon et des feuilles d'acanthe sculptées aux voussures.